# Ischnomesus bacillopsis
Ischnomesus bacillopsis är en kräftdjursart som först beskrevs av Barnard 1920.  Ischnomesus bacillopsis ingår i släktet Ischnomesus och familjen Ischnomesidae. Inga underarter finns listade i Catalogue of Life.